# Audi Q8
Audi Q8 — спортивный кроссовер от немецкого производителя автомобилей Audi. Концепт Audi Q8 был представлен публике 9 января 2017 года на Североамериканском международном автосалоне (NAIAS) в Детройте, США. Премьера серийной версии состоялась в мае 2018 года на Шеньчженьском автосалоне в Китае. Спортивная версия RS Q8 будет показана позже на Женевском автосалоне. Тестирование спортивных версий Q8 - SQ8 и RS Q8 уже проходят.

## Дизайн
Audi Q8 станет первой моделью внедорожника, разработанной новым руководителем Audi в области дизайна, Марком Лихте, и откроет новый язык дизайна для внедорожников Audi и для бренда в целом. Большая решетка радиатора с горизонтальными планками, и линии Q8 вдохновлены раллийным автомобилем Audi Sport Quattro с 1980-х годов.

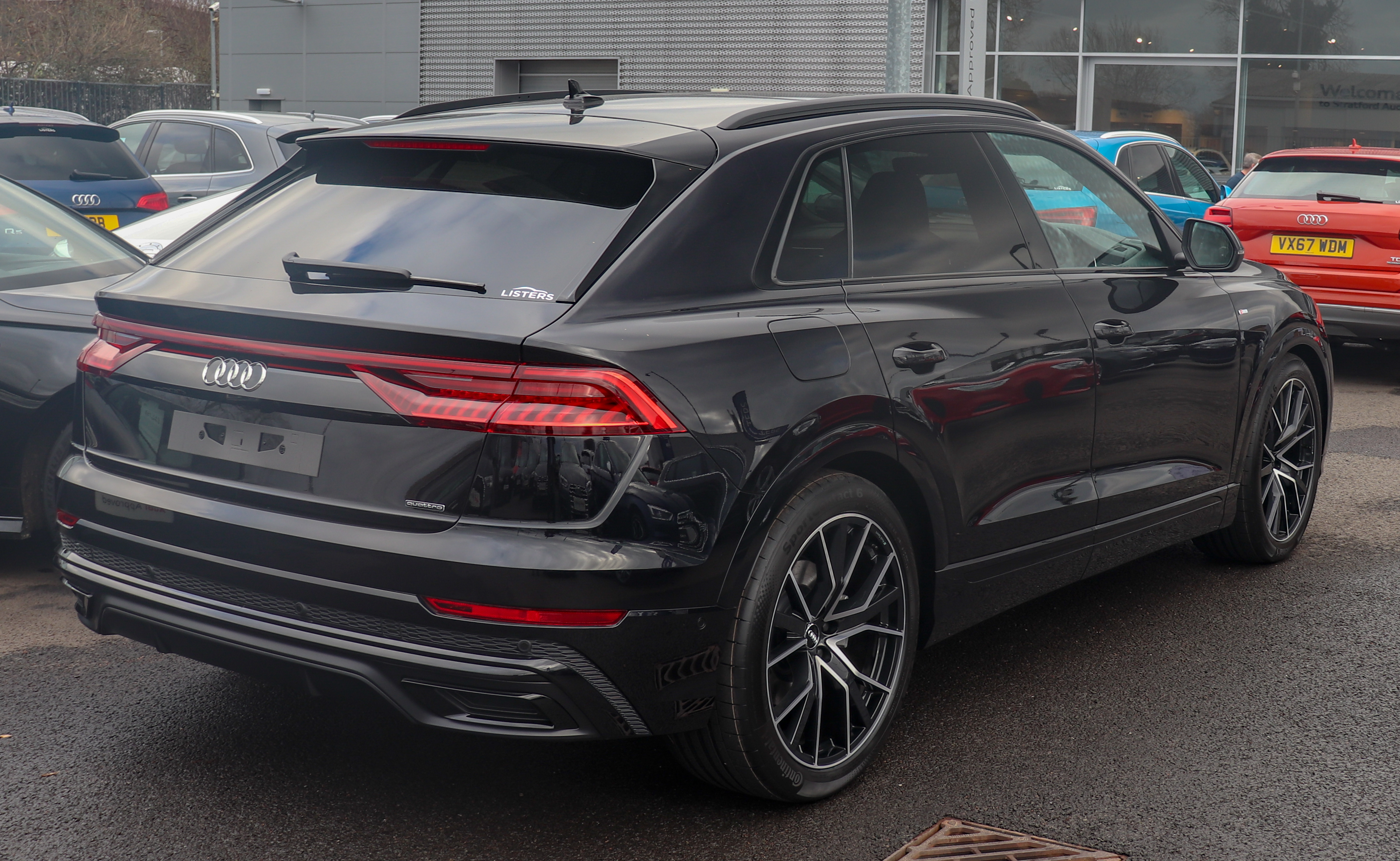
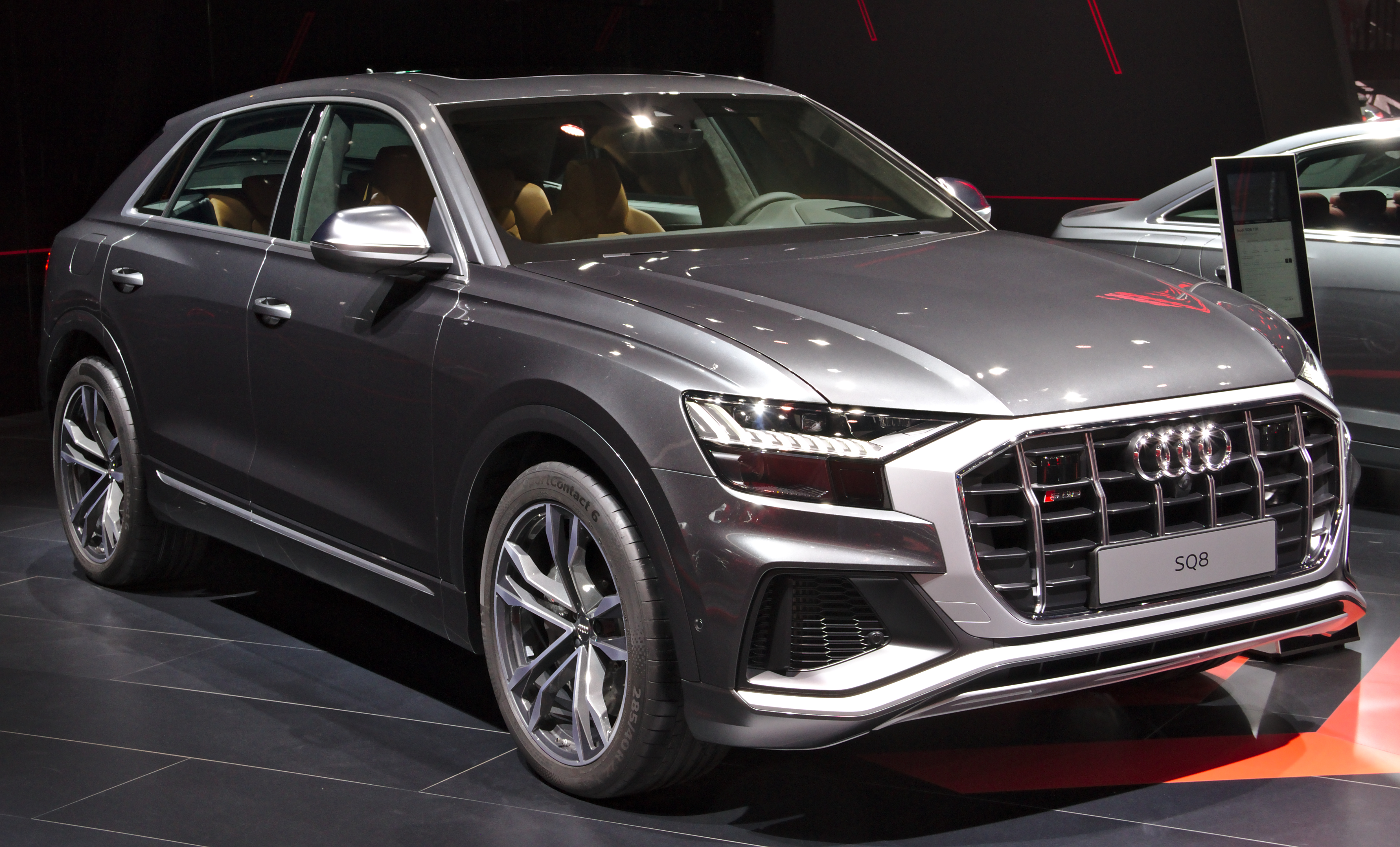
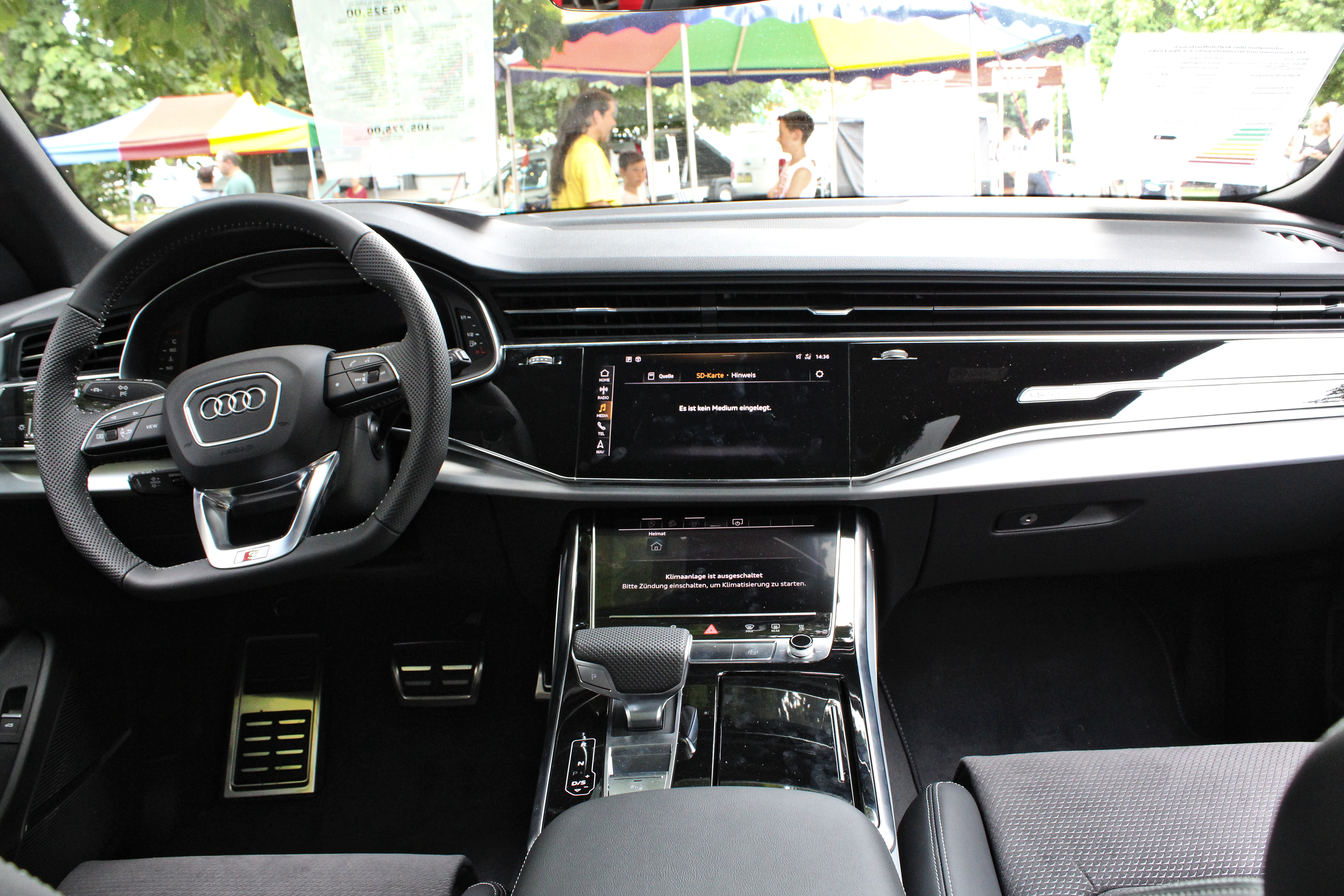
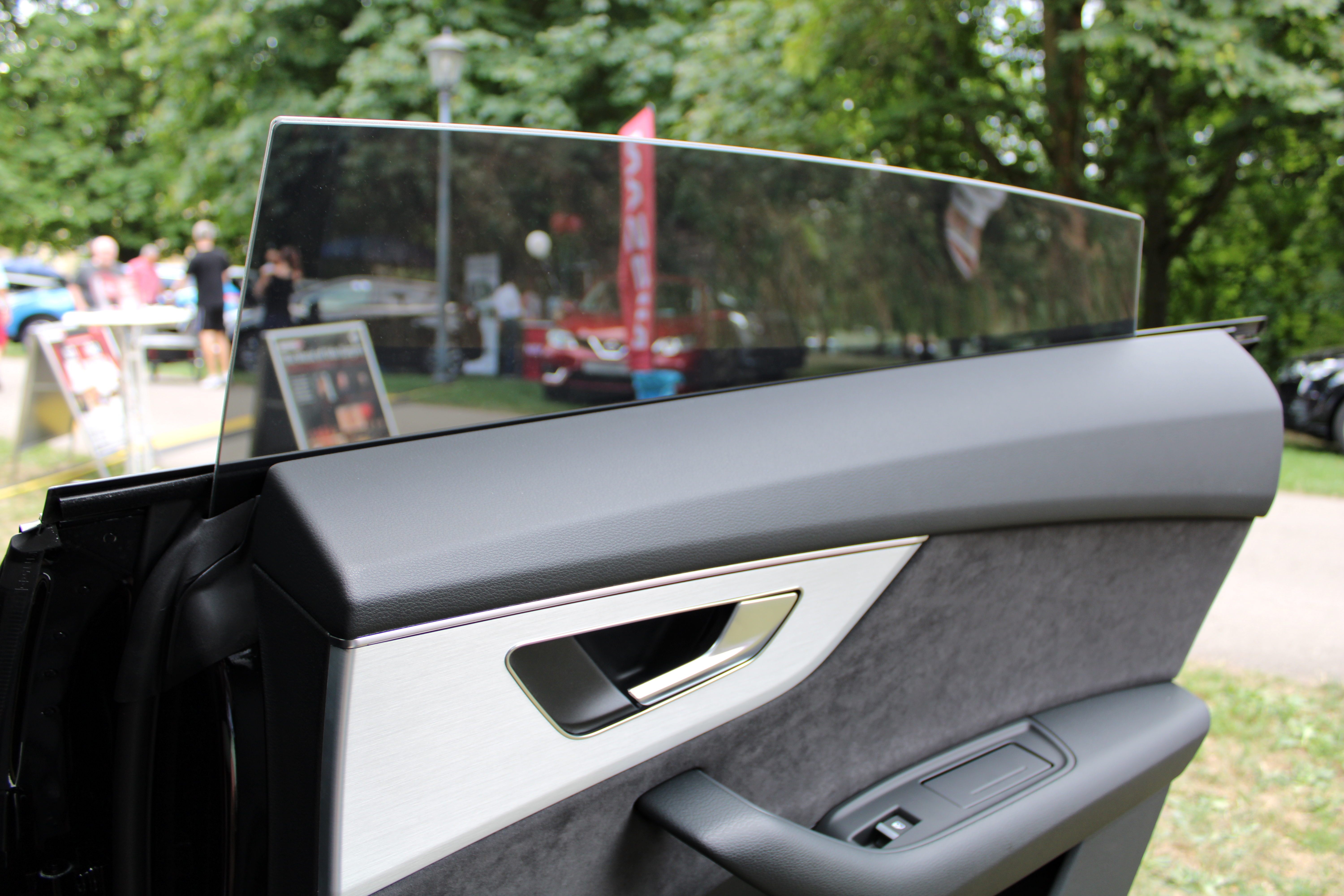

## Характеристики
Актуально только для одной из версий .
| Характеристики                               | бензиновые                            | дизельные                   | дизельные                             |
| Характеристики                               | 55 TFSI                               | 45 TDI                      | 50 TDI                                |
| -------------------------------------------- | ------------------------------------- | --------------------------- | ------------------------------------- |
| Двигатель                                    | V6 2995 см3                           | V6 2967 см3                 | V6 2967 см3                           |
| Максимальная мощность                        | 250 кВт (340 л.с.) / 5200-6400 об/мин | 170 кВт (231 л.с.)          | 210 кВт (286 л.с.) / 3500-4000 об/мин |
| Максимальный крутящий момент, Н·м при об/мин | 500 Нм / 1370–4500                    | 500 Нм                      | 600 Нм / 2250–3250                    |
| Привод                                       | Постоянный полный (quattro)           | Постоянный полный (quattro) | Постоянный полный (quattro)           |
| Коробка передач                              | Автомат 8 ступ. (tiptronic)           | Автомат 8 ступ. (tiptronic) | Автомат 8 ступ. (tiptronic)           |
| Масса автомобиля                             | 2155 кг                               |                             | 2220 кг                               |
| Максимальная скорость                        | 260 км/ч                              | 233 км/ч                    | 245 км/ч                              |
| Разгон 0 — 100 км/ч                          | 5,9 с                                 | 7,1 с                       | 6,3 с                                 |
| Расход топлива /100 км                       | 8,4 л                                 | 6,4 - 6,7 л                 | 6,6 - 6,8 л                           |

## Q8 Concept
В оснащении Audi Q8 Concept применены одни из самых новейших технологий. Практически все элементы управления используют сенсорные технологии в том числе открывание дверей концепта осуществляется с помощью сенсоров.
На автомобиль установлена гибридная силовая установка с бензиновым V6 TFSI объемом 3,0 л. который выдает 333 л.с. и электродвигателем E-tron совокупная мощность которых 448 л.с. Максимальная скорость ограничена на 250 км/ч. Разгон до 100 км/ч равен 5,4 секундам.
Модель оснащена адаптивной пневмоподвеской на пятирычажках спереди и сзади с изменением клиренса в пределах 90 мм, матричными фарами и проекционным дисплеем с системой дополненной реальности.

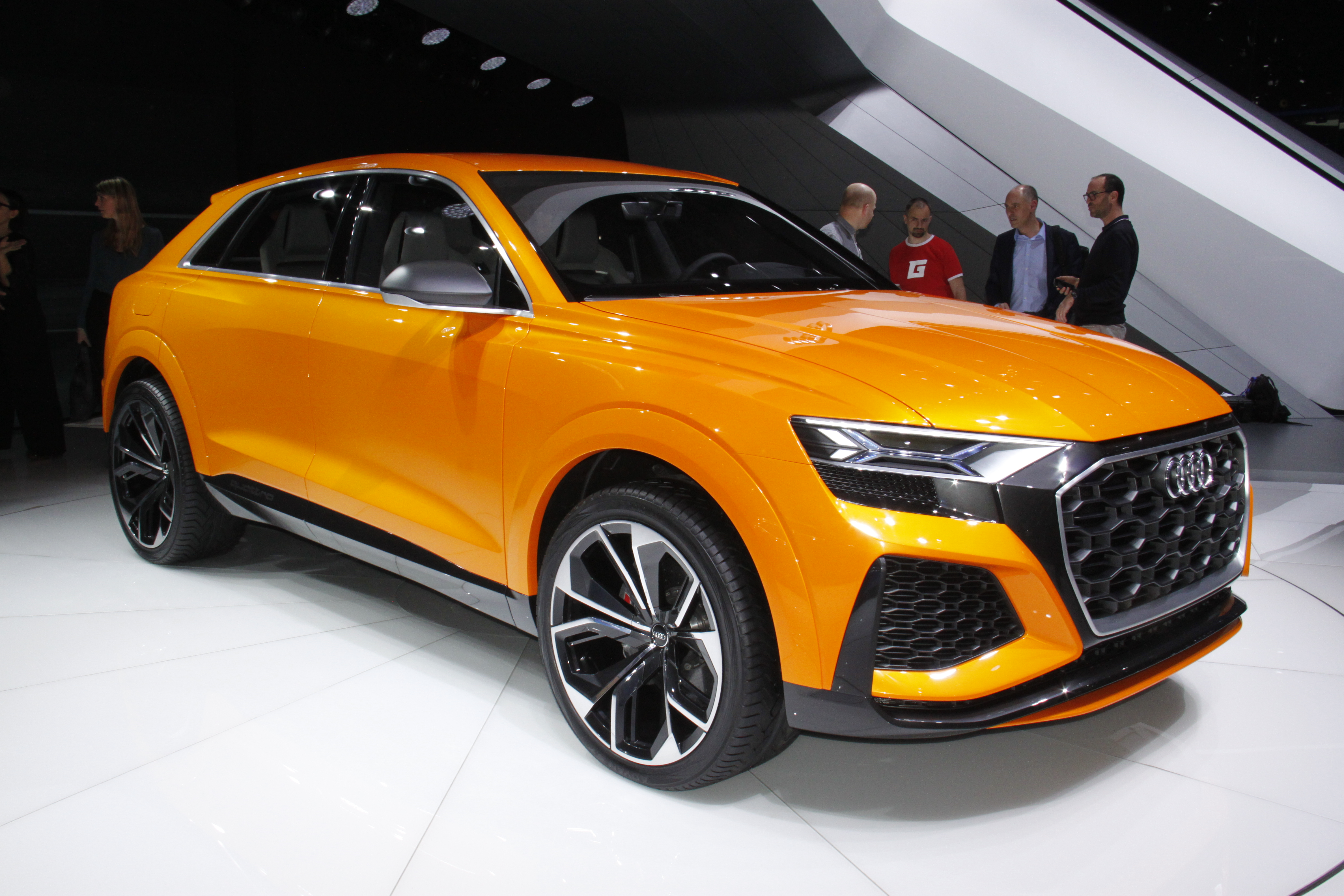
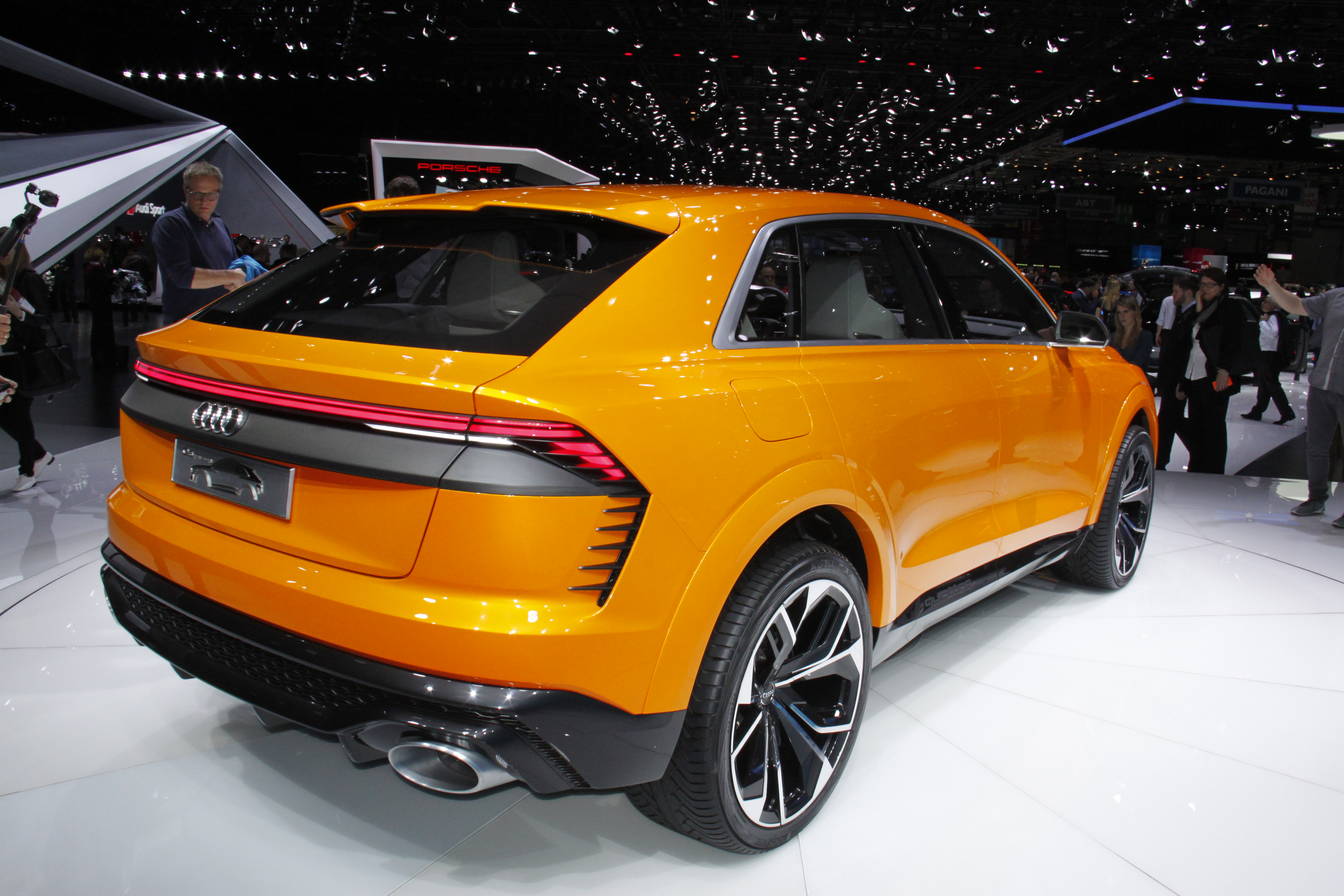